# PartyNextDoor Two
PartyNextDoor Two (stilizzato P2) è l'album in studio di debutto del cantante canadese PartyNextDoor, pubblicato il 29 luglio 2014 per OVO Sound e Warner Records. Il disco è stato anticipato dai singoli Muse, Her Way e Recognize, realizzato in collaborazione con il connazionale Drake, unico featuring presente nel progetto.

## Antefatti
Il 14 luglio 2014 PartyNextDoor annuncia la data di pubblicazione del suo primo album in studio, fissata al 29 dello stesso mese. Pubblicato con il nome di PartyNextDoor Two, è il seguito del suo EP di debutto PartyNextDoor, pubblicato nel 2013.

## Tracce
Testi e musiche di Jahron Brathwaite, eccetto dove indicato.
1. East Liberty – 2:52 (testo: Jahron Brathwaite, Holy Other)
2. SLS – 3:37 (testo: Jahron Brathwaite, Bobby Crawford, Jerome Lane, Ryan Martinez, Keith Sweat – musica: PartyNextDoor, G. Ry)
3. Sex on the Beach – 3:49 (testo: Jahron Brathwaite, Guy Lawrence, Howard Lawrence, James Napier, Sean Seaton, Sam Smith – musica: Neenyo)
4. Her Way – 3:36
5. Belong to the City – 1:38
6. Grown Woman – 3:25 (testo: Jahron Brathwaite, Seaton – musica: PartyNextDoor, Neenyo)
7. FWU – 4:55
8. Recognize (feat. Drake) – 5:11 (testo: Jahron Brathwaite, Aubrey Graham)
9. Options – 4:32
10. Thirsty – 5:01 (testo: Jahron Brathwaite, Shawn Campbell, Melissa Elliott, Cainon Lamb, Marshall Leathers)
11. Bout It – 3:25
12. Muse – 3:23 (testo: Jahron Brathwaite, Elgin Lumpkin, Timothy Mosley, Robert Reives)

## Formazione
Musicisti
- PartyNextDoor – voce, ingegneria, produzione, strumenti
- Drake – voce aggiuntiva (traccia 8)
- Bobby Chin – voce aggiuntiva (traccia 8)
- Willie Chin – voce aggiuntiva (traccia 8)
- Kalysha Adria Cain-Ling – voce aggiuntiva (traccia 10)

Produzione
- Chris Athens – mastering
- 40 – missaggio, ingegneria
- Colin Spencer – assistenza al missaggio
- Lindsay Warner – assistenza al missaggio
- Greg Morrison – assistenza al missaggio
- Noel Cadastre – ingegneria
- Chozen Williams – ingegneria
- Evan Stewart – assistenza all'ingegneria
- Neenyo – programmatore, strumentazione, produzione
- Missy Elliott – compositore
- Sean Seaton – compositore, tastiera
- Sam Smith – compositore
- Holy Other – compositore
- Guy Lawrence – compositore
- Howard Lawrence – compositore
- Tim Mosley – compositore

## Successo commerciale
PartyNextDoor Two ha debuttato alla quindicesima posizione della Billboard 200 e in vetta alla Top R&B/Hip-Hop Albums, con la vendita di 15 924 unità nella prima settimana. Il disco riceve la sua prima certificazione il 26 marzo 2020, quando viene riceve il disco d'oro dalla RIAA per aver venduto 500 000 unità equivalenti ad album negli Stati Uniti d'America.

## Classifiche
| Classifica (2014)     | Posizione massima |
| --------------------- | ----------------- |
| Canada                | 19                |
| Regno Unito           | 66                |
| Stati Uniti d'America | 15                |